# Kaylen Hinds
Kaylen Miles Hinds (* 28. Januar 1998 in London) ist ein englischer Fußballspieler. Der Stürmer stand zuletzt beim FC Watford unter Vertrag.

## Karriere

### Vereine
Hinds wechselte 2012 von Leyton Orient zum FC Arsenal. Nachdem er bis dahin lediglich in der U-23 Arsenals eingesetzt worden war, wurde Hinds im Januar 2017 an den Viertligisten FC Stevenage verliehen. Dort kam er bis Saisonende auf 13 Einsätze. Anschließend wechselte Hinds zum Bundesligisten VfL Wolfsburg, bei dem er einen Dreijahresvertrag unterschrieb. Sein Pflichtspieldebüt für Wolfsburg gab er am 13. August 2017 beim 1:0-Sieg in der ersten Hauptrunde des DFB-Pokals gegen Eintracht Norderstedt.
Ende Januar 2018 wurde Hinds bis Saisonende an den Zweitligisten SpVgg Greuther Fürth verliehen.
Im September 2018 wurde Hinds’ noch bis 2020 gültiger Vertrag beim VfL Wolfsburg in Folge einer mehrwöchigen Abwesenheit des Spielers außerordentlich gekündigt. Im August 2019 schloss er sich dem FC Watford an, für den er im Saisonverlauf aber lediglich zu einem Einsatz im FA Cup kam. Dort erzielte er einen Treffer, konnte das Ausscheiden seiner Mannschaft in der Verlängerung jedoch nicht verhindern. Im Sommer 2020 verließ er den Verein wieder und ist seitdem vereinslos.

### Nationalmannschaft
Hinds spielte 15-mal für Jugendnationalmannschaften des englischen Fußballverbandes. Mit der U17-Auswahl nahm er im Oktober 2015 an der U17-Weltmeisterschaft in Chile teil. Dort kam er in allen drei Spielen seiner Mannschaft zum Einsatz, die nach der Gruppenphase ausschied.